# Морбиус
Мо́рбиус (англ. Morbius), иногда Мо́рбиус, живо́й вампи́р (англ. Morbius, the Living Vampire), настоящее имя доктор Майкл Морбиус (англ. Dr. Michael Morbius) — персонаж серий комиксов издательства Marvel Comics. Персонаж был создан Роем Томасом и Гилом Кейном и впервые появился в комиксе The Amazing Spider-Man #101 (октябрь 1971).
С момента своего появления в комиксах, персонаж был адаптирован в анимационных сериалах и видеоиграх. Джаред Лето исполнил роль Майкла Морбиуса в фильме «Морбиус» (2022), который входит в медиафраншизу «Вселенная Человека-паука от Sony».

## История публикаций
Доктор Майкл Морбиус был создан после того как организация Comics Code Authority, ответственная за цензуру в комиксах, в феврале 1971 года убрала запреты на изображение в комиксах вампиров и других сверхъестественных существ. Сценарист Рой Томас и художник Гил Кейн создали мужчину, который приобретает способности вампира «научным» способом. Кейн был заранее проинструктирован избегать готических элементов в костюме персонажа, из-за чего он создал костюм, более похожий на «супер-геройский».
Морбиус впервые появился в The Amazing Spider-Man #101 (октябрь 1971), первом выпуске серии, который был создан без участия создателя Человека-паука Стэна Ли. В то время Ли был занят написанием сценария для так и не выпущенного фильма в жанре научной фантастики; из-за этого он передал серию в руки редактора Роя Томаса. «Мы подумывали сделать Дракулу, а Стэн хотел злодея в костюме. Кроме этого, он не уточнил, что нам делать», — сказал Томас в 2009 году, добавляя, что идея для персонажа пришла к нему из фильма, который он смотрел в детстве, где человек превращался в вампира с помощью радиации, а не магии. Томас также отметил, что имя «Морбиус» не было специально взято из фильма Запретная планета.
В своей первой арке (The Amazing Spider-Man #101-102) было рассказано, что Морбиус получил вампирские силы, пытаясь найти лекарство для своей редкой смертельной болезни крови. Во второй раз Морбиус столкнулся с Человеком-пауком и другими супер-героями в Marvel Team-Up #3-4 (июль и сентябрь 1972). Впоследствии Морбиус регулярно появлялся поочерёдно в сериях Vampire Tales (рус. Рассказы о вампирах), Adventure into Fear (рус. Путешествие в ужас) и в Giant-Size Super-Heroes #1 (рус. Супер-герои, увеличенный размер).
Следующие 16 лет Морбиус почти не появлялся в комиксах, за исключением единичных камео. В 1992 году персонаж был «возрождён» в специально созданной серии комиксов Morbius the Living Vampire. Всего было выпущено 32 выпуска (сентябрь 1992 — апрель 1995).

## Биография
Доктор Майкл Морбиус был учёным и лауреатом Нобелевской премии по химии. Родился в Греции, его отец Макарий Морбиус был писателем, но Майкл никогда его не видел, а мать была владелицей книжного магазина. Большую часть жизни Майкл прожил в США, после того как отец бросил семью по неизвестным ему причинам. У Майкла с детства было редкое смертельное заболевание крови, поэтому мать постоянно берегла сына от внешнего мира, но каждую ночь Майкл сбегал из дома со своим единственным другом Эмилем Нико. Два друга закончили школу и поступили в институт на факультет химии. Спустя несколько лет, Майкл и Эмиль стали выдающимися учёными, Майкл женился на Мартине Бэнкрофт, но его болезнь до сих пор мучила его и прогрессировала с каждым годом, он вместе с другом решился на эксперимент для излечения. Процедура проходила с использованием ДНК летучих мышей-вампиров и электрошоковой терапии, в итоге процедура вылечила Майкла, но побочный эффект превратил его в вампира. После превращения, Майкла охватила жажда крови и его первой жертвой стал его друг Эмиль. В скором времени он укрылся в заброшенном доме в Лонг-Айленде, штат Нью-Йорк.
Когда у Человека-паука было четыре дополнительных руки, Питер Паркер заимствовал лабораторию Курта Коннорса (Ящера) чтобы найти лекарство. Но он не знал, что Морбиус находился в том же самом доме. В конце концов началась драка. Вскоре в борьбу вступил и Ящер. Во время заключительной части их первого столкновения Человек-паук бросил Морбиуса на мост, и вампир был нокаутирован, упав в реку. Позже Морбиус боролся с Человеком-пауком в нескольких других сюжетах.
Морбиус очень не хотел питаться кровью других. Он был вскоре обнаружен Призрачным гонщиком Дэнни Кэтчем. Дэнни и Джонни Блейз поехали в Нью-Йорк Сити, чтобы найти Морбиуса и уговорить его присоединиться к Сынам Полуночи. После потери своей возлюбленной Мартины от рук убийцы, Морбиус поклялся пить кровь только у злодеев. Как только он стал антигероем, он потребовал новый костюм, получил работу гематолога в Сант-Джудесе и использовал свой новый псевдоним, Морган Майклс.
Он также столкнулся с разными злодеями, такими как превращённый в вампира убийца Вик Слогтер, серийный убийца Василиск и демон Кошмар. Во время сражения, которое происходило в Гренландии, Сыновья Полуночи боролись против Лилит и Лилин. В борьбе Морбиус высосал жизненные силы из Клыка, из-за чего кровь Морбиуса смешалась с кровью демона и «заразилась» ещё больше.
Позже Морбиус состоял в Легионе Монстров, в который так же входили Призрачный гонщик, Ночной оборотень и Леший. Позже команда распалась, но через некоторое время собралась вновь, Призрачного гонщика в новой команде уже не было, но в неё вошли Живая Мумия и Манфибиан. Морбиус вернул к жизни Карателя, убитого Дакеном, сделав из борца с преступностью монстра Франкенкастла. Легион создаёт в подземных туннелях Монстр Метрополис, где монстры и другие существа могут жить в мире.
В The Gauntlet Морбиус крадёт образец крови Человека-паука. Позднее он узнаёт, что Морбиус планирует с помощью его крови вылечить Джека Рассела. Человек-паук соглашается помочь ему и даёт Морбиусу больше своей крови.
Во время событий кроссовера Spider-Island выясняется, что одним из научных работников исследовательской лаборатории Horizon Labs, скрывавшимся под псевдонимом «Номер шесть», является Морбиус.

## Силы и способности
В результате преобразований Морбиус обладает сверхчеловеческой силой, скоростью, рефлексами, ловкостью и усиленными чувствами. Он также обладает ускоренной регенерацией, хотя и не такой мощной, как у Росомахи, это позволяет ему исцеляться от травм, огнестрельных ранений, порезов и серьёзных ран. Морбиус также способен загипнотизировать людей по аналогии с традиционными вампирами. Как и многие вампиры, Морбиус способен к левитации. Будучи ненадолго заражённым демоном Кровожадным, Морбиус получил способность растягивать своё тело, двигаясь по небольшим пространствам и растягивая свои конечности по мере необходимости. Он потерял эти способности, когда он и Кровожадный раскололись.
Также Морбиус является экспертом в биохимии.

## Другие версии

### Дом М
Майкл Морбиус ненадолго появляется в ретроспективном кадре как один из учёных, которые дали Люку Кейджу его силы.

### Marvel MAX
Морбиус появляется в комиксе Dead of Night Featuring: Werewolf by Night, как один из аномальных существ, содержащихся и экспериментированных группой «Вавилон». Когда Джек Рассел пытается убежать из Вавилонской группы со своей дочерью, объект пытается остановить его, развязывая Морбиуса и Чудовища Франкенштейна. В последующей драке сердце Морбиуса выбивается Монстром Франкенштейна.

### Marvel Zombies
Зомбированная версия Морбиуса появляется в Marvel Zombies 3 (2008—2009). Реальный Морбиус с Земли-616 (основной Вселенной) был похищен своим зомбированным двойником, который нашёл путь из вселенной Marvel Zombies во вселенную Marvel. Установлено, что он планировал заразить зомби-вирусом каждого члена Инициативы пятидесяти штатов. Пленение реального Морбиуса позже случайно обнаружили члены ARMOR, которых Морбиус пытался предупредить о надвигающейся атаке. Предупреждение приходит слишком поздно, зомби Морбиус атакует членов команды и заражает их, создавая тем самым цепь насильственных событий, после чего все начинают нападать друг на друга. К концу кризиса реальный Морбиус появляется из ниоткуда и хватает дерево, которое он использует как кол и закалывает зомбированную версию сзади прямо в сердце, убив его на месте.
В Marvel Zombies 4 (2009) Морбиус возглавил команду, названную Сынами Полуночи, аналогично команде, куда входил Морбиус в основной Вселенной. В команду вошли ведьма Дженнифер Кейл, оборотень Джек Рассел, сын Сатаны Дэймон Хеллсторм и Чудище. Команда боролась против зомби и охотилась за сбежавшими зомби Саймоном Гартом и Дэдпулом.

### Ultimate Marvel
Во вселенной Ultimate Marvel Морбиус впервые появился в Ultimate Spider-Man #95. В отличие от оригинала, новая версия Морбиуса представляет собой урождённого вампира, сына Дракулы. Таким образом, он родственник Виктора Ван Дамма. Обладает всеми способностями и возможностями, обычно приписываемыми отцу. Однако Морбиус героически борется против своих основных инстинктов и на самом деле является охотником на вампиров.
Встреча Морбиуса с Человеком-пауком оказалась недоразумением. Бена Уриха атаковали вампиры, и Человек-паук посчитал, что Морбиус тоже участвует в этой атаке. В действительности же Морбиус пытался остановить процесс превращения Уриха в вампира, что успешно осуществил, несмотря на конфликт с супергероем. Когда Человека-паука кусает вампир, Морбиус констатирует, что у Питера иммунитет к укусам вампиров.

## Вне комиксов

### Телевидение
- Майкл Морбиус появлялся в мультсериале «Человек-паук», где учится вместе с Питером Паркером и влюблён в Фелицию Харди. Украл у Паркера образец его заражённой радиацией крови, а после того как был укушен летучей мышью, выпившей эту кровь, превратился в кровожадного бледного вампира. Сначала показан злодеем, нападающим на людей в целях утоления своей жажды крови. На некоторое время впадает в анабиоз, из которого выходит с помощью молодой учёной Дебры Уитман. После пробуждения Морбиус отказывается нападать на людей и питаться человеческой кровью, из-за чего страдает от своей жажды крови, но потом получает от специалиста по вампирам Уистлера сыворотку, утоляющую эту жажду. Последний раз был показан как союзник Блэйда в борьбе с другими вампирами. Примечательно, что в мультсериале Морбиус питался кровью, всасывая её с помощью присосок, находящихся у него на ладонях, а не традиционно кусая жертву с помощью клыков. Так же из-за цензуры вместо слова «кровь», он употреблял слово «плазма», что было исправлено в русскоязычном переводе.
- Майкл Морбиус появляется в 8 серии 4 сезона мультсериала «Совершенный Человек-паук», где был озвучен Бенджамином Дискином. Он был завербован Арнимом Золой и стал работать с Доктором Осьминогом, вместе с которым они создали Анти-Венома. В 13 серии Морбиус в железном костюме с ракетами и нападает на Человека-паука и Агента Венома с целью получить образец симбиота, из которого впоследствии создаёт нового суперзлодея: симбиота Карнажа. После создания Карнажа Доктор Осьминог из-за зависти вкалывает Морбиусу инъекцию ДНК вампирной летучей мыши, вызвав таким образом превращение того в страшного человекоподобного вампира, который в ярости кидает симбиота Карнажа в Доктора Осьминога, и после короткой схватки с Агентом Веномом вылетает в окно. В 15 серии Морбиус объединяется с Кроссбоунсом, атакует Человека-паука, Агента Венома и Патрионера, и берёт их в заложники в Мидтаунской школе, с целью использовать ракеты Ш. И. Т.а, чтобы с их помощью заразить симбиотом Карнажем каждый город в мире, и с помощью дистанционного пульта управления контролирует созданную им Королеву-Карнаж, но после схватки с героями, и безвременной потери пульта управления, терпит поражение от Королевы-Карнаж, и оказывается отброшен ей в сторону.

### Фильмы
- В 2000 году Marvel Entertainment заключила соглашение о совместном предприятии с Artisan Entertainment, чтобы превратить как минимум 15 франшиз супергероев Marvel в фильмы, телесериалы, прямые фильмы и интернет-проекты. Эти франшизы включали адаптацию Морбиуса[11].
- В бонусных материалах DVD-диска фильма «Блэйд» под названием La Magra можно увидеть альтернативный финал, где Блэйд (после того, как расправился с Дьяконом Фростом) выходит на крышу здания только для того, чтобы взглянуть на фигуру, чья личность скрыта за тканевой маской, исполненной Стивеном Норрингтоном, режиссёром фильма. Автор фильма Дэвид С. Гойер заявил, что он первоначально предполагал, что Майкл Морбиус станет главным злодеем, если будет продолжение Блэйда. В конечном итоге это было отменено в пользу сюжета «Жнец» с Джаредом Номаком в фильме Блэйд 2.
- В фильме Новый Человек-паук. Высокое напряжение, когда Гарри Озборн рассматривает файлы Озкорпа, среди файлов можно увидеть папку под названием Dr. Morbius. (рус. Доктор Морбиус).
- Sony заявили, что планируют снять отдельный фильм о Морбиусе. Сценаристами назначены Мэтт Сазама и Бёрк Шарплесс[12][13]. Режиссёром фильма станет Даниэль Эспиноса, а главную роль сыграет Джаред Лето[14]. Начало производства запланировано на ноябрь 2018 года[15]. К октябрю 2018 года продюсер фильма «Веном» Ави Арад подтвердил, что съёмки начнутся уже в феврале 2019 года[16]. В фильме также будут представлены Мартина Бэнкрофт[17] и Локсиас Краун[18].

### Видеоигры
- Морбиус является одним из вспомогательных персонажей в игре «Spider-Man and Venom: Maximum Carnage».
- Также является боссом в игре Spider-Man 3 для Wii, PS2 и PSP. В этой игре у него есть жена — Фрэнсис Луиза Баррисон-Морбиус (Визг). Человек-паук тратит много времени в игре, пытаясь найти лекарство от Морбиуса. Это связано с борьбой с Морбиусом, вовлекающего часть Симбиота и его жены Фрэнсис.
- В «The Amazing Spider-Man» в главном меню можно увидеть его досье.
- В видеоигре Marvel: Ultimate Alliance Блэйд упоминает Морбиуса как того, кто превратил Блэйда в «псевдо-вампира».
- Морбиус появляется как неиграбельный персонаж в Marvel: Avengers Alliance.